# Górka (Prudnik)
Górka – część miasta Prudnik, leżąca na lewym brzegu rzeki Prudnik, na wschód od centrum miasta, w okolicy dawnej cegielni Hablów.

## Geografia
Górka obejmuje obszar dookoła budynków w okolicy ul. Wiejskiej, Soboty i Jesionkowej.
Położona jest na wschód od centrum Prudnika, nad rzeką Prudnik, na południe od Jasionowego Wzgórza, niedaleko wsi Jasiona, około 4,3 km od granicy z Czechami i około 1,2 km od centrum miasta. Na południe od niej znajduje się Młyn Czyżyka.

## Historia

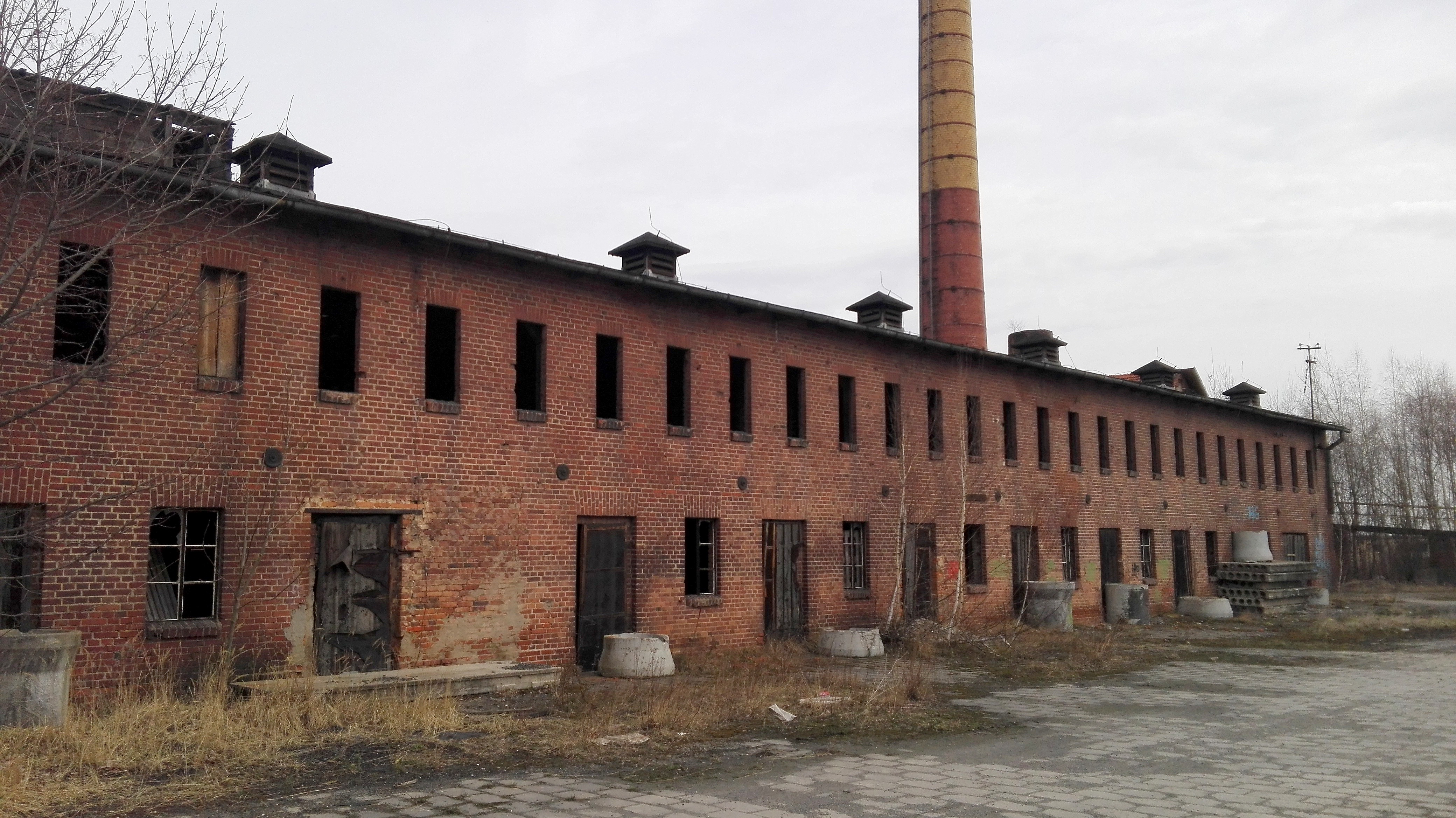
Nieczynna cegielnia Habla

W XIX wieku na terenie Górki wybudowana została cegielnia. Od 1883 jej właścicielem był Konrad Habel, prudnicki przedsiębiorca i radny miejski zajmujący się sprawami lasów komunalnych miasta. Za jego zasługi dla rozwoju miejscowej turystyki w 1917 na Srebrnej Kopie powstał Plac Habla (niem. Konrad Habel Platz).
Na mapach z 1884, 1930 i z lat 40. XX wieku miejsce było oznaczane nazwą Habels Zgl., czyli Cegielnia Habla.
Na przełomie XIX i XX wieku na Górce planowano budowę osiedla szeregowych budynków podobnych do tych z ulicy Grunwaldzkiej. W latach 30. XX wieku stał tu wiatrak.
W dawnej willi Hablów na Górce znajdowała się siedziba Stadniny Koni Prudnik. Później została przeniesiona do pałacu Fipperów w Lipnie. W spisie gromad i miejscowości w powiecie prudnickim na dzień 1 stycznia 1953 wymieniono łącznie Lipno i Górkę jako przedmieście Prudnika pod nazwą Lipy-Górka.
Ulica Stanisława Soboty otrzymała swoją nazwę od męża Elżbiety Habel, córki Konrada. W latach 30. i 40. XX wieku był dyrektorem rzeźni miejskiej w Warszawie.

## Religia

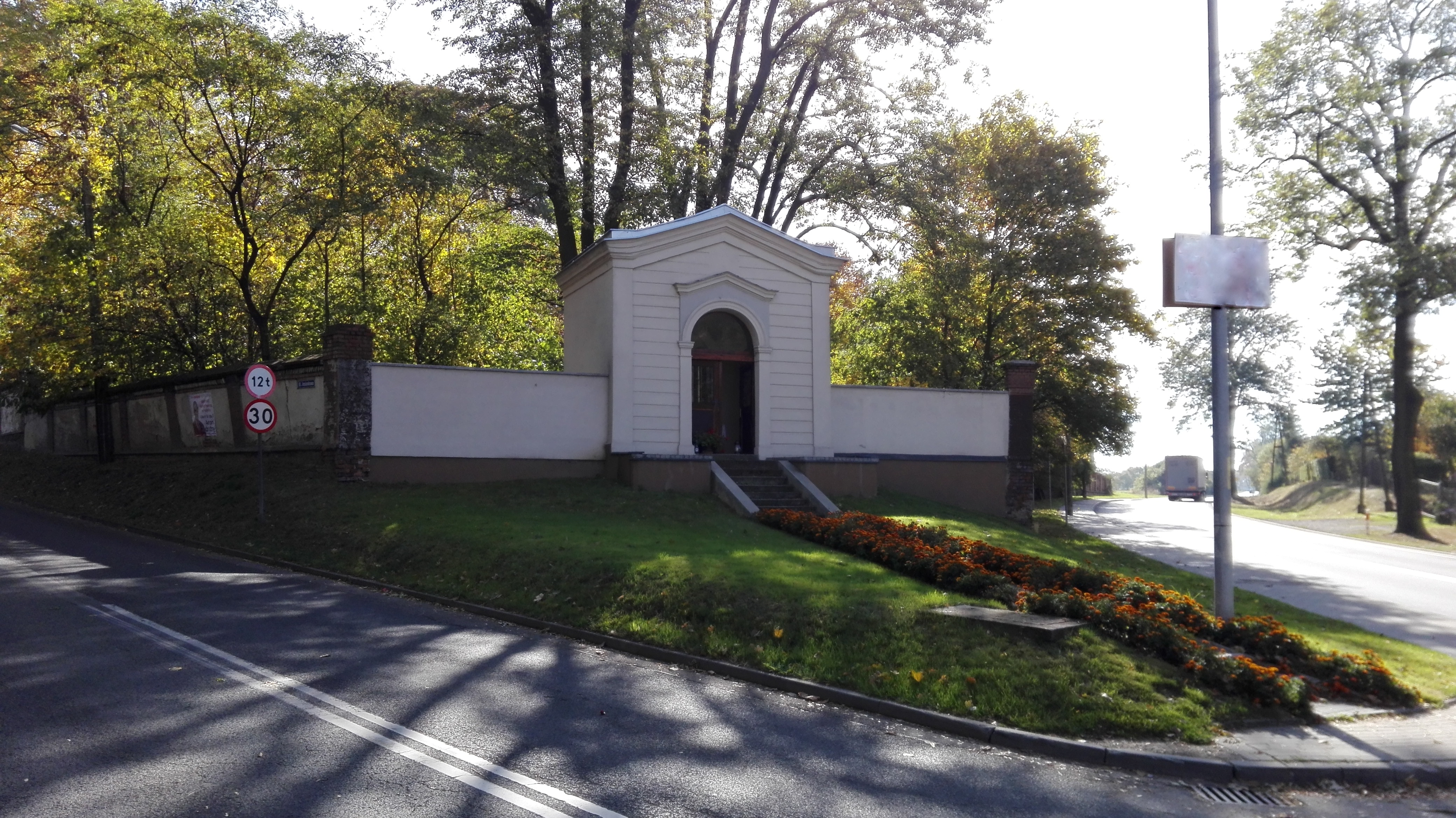
Kapliczka

Na rogu ul. Wiejskiej i Jesionkowej znajduje się kapliczka zwana „Oliwną” zbudowana w 1872 z inicjatywy rodziny Habel. Została odremontowana w listopadzie 2016 roku.
Na terenie Górki od 2014 trwają przygotowania do budowy nowego Cmentarza Komunalnego dla Prudnika.

## Sport
Na terenie Górki, przy ulicy Jesionkowej 2, swoją siedzibę ma Ludowy Klub Jeździecki Olimp Prudnik.

## Ludzie związani z Górką
- Konrad Habel (1859–1936), samorządowiec i przedsiębiorca